# حبق عاري الساق
حبق عاري الساق (الاسم العلمي:Ocimum nudicaule) هو نوع من النباتات يتبع جنس الحبق من الفصيلة الشفوية.